# Mesure image
En théorie de la mesure, la mesure image est une mesure définie sur un espace mesurable et transférée sur un autre espace mesurable via une fonction mesurable.

## Définition
On se donne deux espaces mesurables {\displaystyle \textstyle (X_{1},\Sigma _{1})} et {\displaystyle \textstyle (X_{2},\Sigma _{2})}, une application mesurable {\displaystyle \textstyle f\colon X_{1}\rightarrow X_{2}} et une mesure {\displaystyle \textstyle \mu \colon \Sigma _{1}\rightarrow [0,+\infty ]}. La mesure image de μ par f est une mesure sur {\displaystyle \textstyle \Sigma _{2}} notée {\displaystyle \textstyle f_{\ast }\mu } et définie par :
{\displaystyle (f_{\ast }\mu )(B)=\mu \left(f^{-1}(B)\right){\text{ pour tout }}B\in \Sigma _{2}.}
Cette définition s'applique également aux mesures complexes signées.

## Formule de changement de variables
La formule de changement de variables est l'une des principales propriétés : Une fonction g sur X2 est intégrable par rapport à la mesure image f*μ si et seulement si la fonction composée g∘ f  est intégrable par rapport à la mesure μ. Dans ce cas les deux intégrales coïncident :
{\displaystyle \int _{X_{2}}g~\mathrm {d} (f_{\ast }\mu )=\int _{X_{1}}g\circ f~\mathrm {d} \mu .}

## Exemples et applications
- La mesure de Lebesgue naturelle sur le cercle unité S1, vu ici comme sous ensemble du plan complexe ℂ, n'est pas définie comme la mesure image de la mesure de Lebesgue λ sur l'ensemble des réels ℝ, mais de sa restriction, que nous noterons également λ, à l'intervalle [0, 2π[. Soit f : [0, 2π[ → S1 la bijection naturelle définie par f(t) = eit. La mesure de Lebesgue sur S1 est alors la mesure image f*λ. Cette mesure f*λ peut également être appelée mesure de longueur d'arc ou mesure d'angle, puisque la f*λ-mesure de l'arc S1 est précisément la longueur de l'arc.
- L'exemple précédent s'étend pour définir la mesure de Lebesgue sur le tore n-dimensionnel Tn. La mesure de Lebesgue sur Tn est, à renormalisation près, la mesure de Haar sur le groupe de Lie compact connexe Tn.
- Une variable aléatoire est une application mesurable entre un espace probabilisé {\displaystyle \textstyle (\Omega ,{\mathcal {A}},\mathbb {P} )} et ℝ. La mesure de probabilité d'une variable aléatoire est la mesure image de ℙ par la variable aléatoire X :

{\displaystyle \mathbb {P} _{X}=X_{\ast }\mathbb {P} =\mathbb {P} (X^{-1}(\cdot )).}
- Considérons la fonction mesurable f : X → X et la composition de f par elle-même n fois :

{\displaystyle f^{(n)}=\underbrace {f\circ f\circ \dots \circ f} _{n{\text{ fois}}}\colon X\to X.}
Cette fonction itérative forme un système dynamique. Il est souvent utile de trouver une mesure μ sur X que l'application f laisse inchangée, ou mesure invariante (en), i.e. qui vérifie : f*μ = μ.